# 格雷戈里·海曼
格雷戈里·海曼（英語：Gregory Hayman，1957年12月21日—），澳大利亚男子举重运动员。他曾代表澳大利亚参加1990年英联邦运动会举重比赛，获得一枚金牌、一枚银牌和二枚铜牌。他也曾参加1988年夏季奥运会。